# Ermita del Crist (les Useres)
L'ermita del Santíssim Crist, coneguda també com a ermita del Salvador, està situada en una plaça del nucli poblacional de les Useres. Presenta catalogació genèrica com Bé de Rellevància Local segons la Disposició Addicional Cinquena de la Llei 5/2007, de 9 de febrer, de la Generalitat, de modificació de la Llei 4/1998, d'11 de juny, del Patrimoni Cultural Valencià (DOCV Núm. 5.449 / 13/02/2007).

## Descripció històrica-artística
Igual que ocorre amb l'ermita de la Verge de Loreto, presenta la part dreta exempta, mentre que el seu costat esquerre es troba adossat a altres habitatges del poble.
També coincideix amb la resta d'ermites del nucli poblacional (la de la Verge de Loreto i la de  Santa Waldesca) en la data de construcció, ja que novament és el segle xvii.
El seu aspecte és auster però de senzilla bellesa. A diferència de la resta de les ermites de la població, la seva fàbrica és de carreus, únic detall destacable de la seva façana, en la qual pot observar-se una porta d'accés, amb fulle decorades amb plantxes metàl·liques, en un arc de mig punt, envoltat de dovelles, amb un òcul centrat, en la part superior de la porta i a banda i banda d'aquesta unes petites finestres baixes amb reixes. El conjunt de la façana es remata en capcer, on se situa, novament, una espadanya d'una sola campana, i sobre ella l'escultura del Crist Salvador. Externament només és destacable la seva coberta a dues aigües i els forts contraforts visibles lateralment.
La seva construcció presenta forta influència italiana. Va ser construïda per algú anomenat Pablo Fabro, i possiblement és de la mateixa època que la de Santa Waldesca i l'antiga de Loreto, que amb Sant Felipe de Neri, tots ells italians, i tots ells patrons del poble (el Crist de l'Agonia des de 1864).
Les festes en honor del Crist de l'Agonia se celebren en les dues primeres setmanes d'agost, i en elles es realitzen molts actes tant religiosos com festius destacant els tradicionals bous al carrer.